# Raymond Tomlinson
Raymond Samuel Tomlinson, sovint anomenat Ray Tomlinson (Amsterdam, Estats Units, 2 d'octubre de 1941 - 5 de març de 2016) fou un enginyer electrònic, considerat un dels pares del correu electrònic.

## Orígens
Va néixer el 1941 a la ciutat d'Amsterdam, població situada a l'estat nord-americà de Nova York. Va estudiar enginyeria elèctrica a l'Institut Politècnic Rensselaer, on col·laborà en un programa realitzat per l'empresa IBM, i es llicencià el 1963.

## Recerca científica
Posteriorment entrà a treballar a l'Institut Tecnològic de Massachusetts (MIT), on continuà els seus treballs sobre enginyeria elèctrica. El 1967 entrà a treballar a la companyia Bolt Beranek and Newman (BBN), on amb el seu equip col·laborador desenvoluparen el sistema operatiu TENEX, que incloïa la xarxa informàtica ARPANET i el protocol TELNET. Així mateix, també va desenvolupar un programa anomenat SNDMSG per enviar missatges entre les diferents terminals d'un mateix ordinador.
El setembre de 1971, quan la BBN ja estava connectada a la xarxa ARPANET, Tomlinson va adaptar el programa SNDMSG per tal d'enviar missatges entre diferents usuaris connectats a una xarxa més àmplia, però sense que fossin coneguts (el que avui en dia es coneix com a correu electrònic o e-mail). Fou en aquell moment quan se li va ocórrer utilitzar el símbol arrova (@), un mètode que permetia separar el nom de l'usuari i del servidor.
Durant tota la seva carrera a BBN va realitzar també altres desenvolupaments importants amb el disseny d'ordinadors, arquitectura de xarxes, protocols en la xarxa i síntesi digital.
El juny de 2009 fou guardonat amb el Premi Príncep d'Astúries d'Investigació Científica i Tècnica, juntament amb Martin Cooper.